# Straight and Narrow
Straight and Narrow je americký experimentální film z roku 1970. Natočili jej manželé Beverly a Tony Conradovi. Autory hudby k filmu jsou John Cale a Terry Riley (nahrávka pochází z v době uvedení snímku stále nevydané desky Church of Anthrax). V lednu 1971 byl snímek promítán ve Whitney Museum of American Art, kde bylo uvedeno také další dílo manželů Conradových: Coming Attractions. Na rozdíl od snímku Coming Attractions je Straight and Narrow čistě abstraktní filmové dílo. Jde o desetiminutový černobílý film, v němž se střídají černé a bílé čáry, které procházejí obrazovkou buď jen vodorovně nebo vodorovně i svisle zároveň. Snímek byl natočen na 16mm film.